# 政府統計共同利用システム
政府統計共同利用システム（せいふとうけいきょうどうりようシステム）は、独立行政法人統計センターが運営する公的統計の基盤システムで、日本政府が電子政府推進の一環としてその整備を進めてきたものである。

## 概要
各府省や地方公共団体が行う統計調査や統計データの公表・提供など、政府内に点在し、また共通的・類似的に行われている各種の統計関連業務を13のサブシステムにより一元的に集約し、政府・公的部門の共通インフラとして整備・利用されている。英語名称は Inter-Ministry Information System for Official Statistics であり、IMISOS と略称される。
(pp10,47)

## 構成
政府統計共同利用システムは、次の各府省共同利用型システム及びこれらに付随するシステムによって構成されている。政府資料
によると、霞が関WANとインターネットに接続し、それぞれ別々の機能を提供し、各府省や地方公共団体の業務処理や情報共有・情報連絡は霞が関WANから利用機関総合窓口を通じて、一般の利用はインターネットから政府統計の総合窓口を通じてサービスを提供する形となっている。
- 政府統計の総合窓口 (e-Stat)
- 統計地理情報システム
- 統計表管理システム
- 統計情報データベース
- 地域統計分析システム
- 標準地域コード管理システム
- 統計分類データベース
- 調査項目データベース
- 政府統計オンライン調査総合窓口（オンライン調査システム）
- 調査員管理システム
- 事業所・企業データベース（事業所母集団データベース）
- 認証システム
- 利用機関総合窓口（業務ポータルサイト）

## 政府統計の総合窓口
政府統計の総合窓口 (e-Stat) は、公的統計に関連する情報を集めるポータルサイトである。2003年にはじまった総務省統計局による「統計データ・ポータルサイト」

を前身として、2008年に始動した。
統計法 は、8条、23条、54条でインターネットによる統計の公表に特に言及しており、政府機関が作成した統計の公表は、この「政府統計の総合窓口」によることが標準となっている。

## 政府統計オンライン調査総合窓口
政府統計オンライン調査総合窓口 (e-survey) は、政府の公的統計調査において使用される共通のインターネット調査システムである。2020年代の新型コロナウイルス感染症 (COVID-19) 流行によって対面での接触がむずかしくなった時期には、政府がおこなう調査の多くがこのシステムで実査を継続した。

## 事業所・企業データベース
2007年に改正された統計法（平成19年法律第53号）第27条1項に基づき、事業所母集団データベース

が作成されている。
経済センサスや経済構造実態調査などの調査結果に、行政記録情報と事業所・企業照会
の結果情報を加えて、日本国内に存在するすべての事業所・企業情報を随時更新していくデータベースである。行政機関、地方公共団体、独立行政法人などは、政府統計共同利用システムを通じて事業所母集団データベースの提供を受け、事業所に関する統計の作成や、事業所対象調査のサンプリングのために使うことができる。

## 歴史
2003年「電子政府構築計画」の総務省分
では、「統計データ・ポータルサイト」を2004年1月までに構築することになっていた。これが政府統計の総合窓口 (e-Stat) の原型となる。さらに、2006年「統計調査等業務の業務・システム最適化計画」
では、統計に関する総合的な各省庁共同利用型システム
を開発することとなった。こうして開発されたのが政府統計共同利用システムであり、2008年4月1日から稼働した。